# Wydział Grafiki i Malarstwa Akademii Sztuk Pięknych im. Władysława Strzemińskiego w Łodzi
Wydział Grafiki i Malarstwa Akademii Sztuk Pięknych im. Władysława Strzemińskiego w Łodzi – jeden z czterech wydziałów Akademii Sztuk Pięknych im. Władysława Strzemińskiego w Łodzi. Jego siedziba znajduje się przy ul. Wojska Polskiego 121 w Łodzi. Powstał w 1971 r..

## Struktura
- Katedra Malarstwa i Rysunku
  - Pracownia Malarstwa I "Otwarta księga"
  - Pracownia Malarstwa II
  - Pracownia Malarstwa III
  - Pracownia Malarstwa IV
  - Pracownia Rysunku I
  - Pracownia Rysunku II
  - Pracownia Rysunku III
  - Pracownia Rysunku IV
  - Pracownia Rysunku Ilustracji i Komiksu
  - Pracownia Technologii Malarstwa
- Katedra Projektowania Graficznego
  - Pracownia Projektowania Grafiki Wydawniczej i Typografii Mediów Cyfrowych
  - Pracownia Projektowania Plakatu
  - Pracownia Projektowania Grafiki Przestrzennej i Plakatu
  - Pracownia Projektowania Informacji Wizualnej
  - Pracownia Projektowania Grafiki Multimedialnej
  - Pracownia Projektowania Krojów Pism i Liternictwa
  - Podstawy Projektowania Graficznego
  - Pracownia Podstaw Projektowania Grafiki Ekranowej
  - Projektowanie Stron WWW
- Katedra Grafiki Artystycznej
  - Pracownia Sitodruku
  - Pracownia Technik Cyfrowych
  - Pracownia Technik Drzeworytniczych i Książki Artystycznej
  - Pracownia Technik Litograficznych
  - Pracownia Technik Łączonych
  - Pracownia Technik Wklęsłodrukowych
  - Podstawy Grafiki Warsztatowej
- Katedra Intermediów
  - Pracownia Obrazu Cyfrowego
  - Pracownia Obrazu w Przestrzeni
  - Pracownia Podstaw Mediów Cyfrowych
  - Pracownia Podstaw Kompozycji I
  - Pracownia Podstaw Kompozycji II[3]

## Kierunki studiów
- grafika
- malarstwo
- grafika artystyczna
- projektowanie graficzne[4]

## Władze
Dziekan: prof. Zdzisław Olejniczak

Prodziekan: dr hab. Piotr Karczewski